# Jamaat al Muslimeen

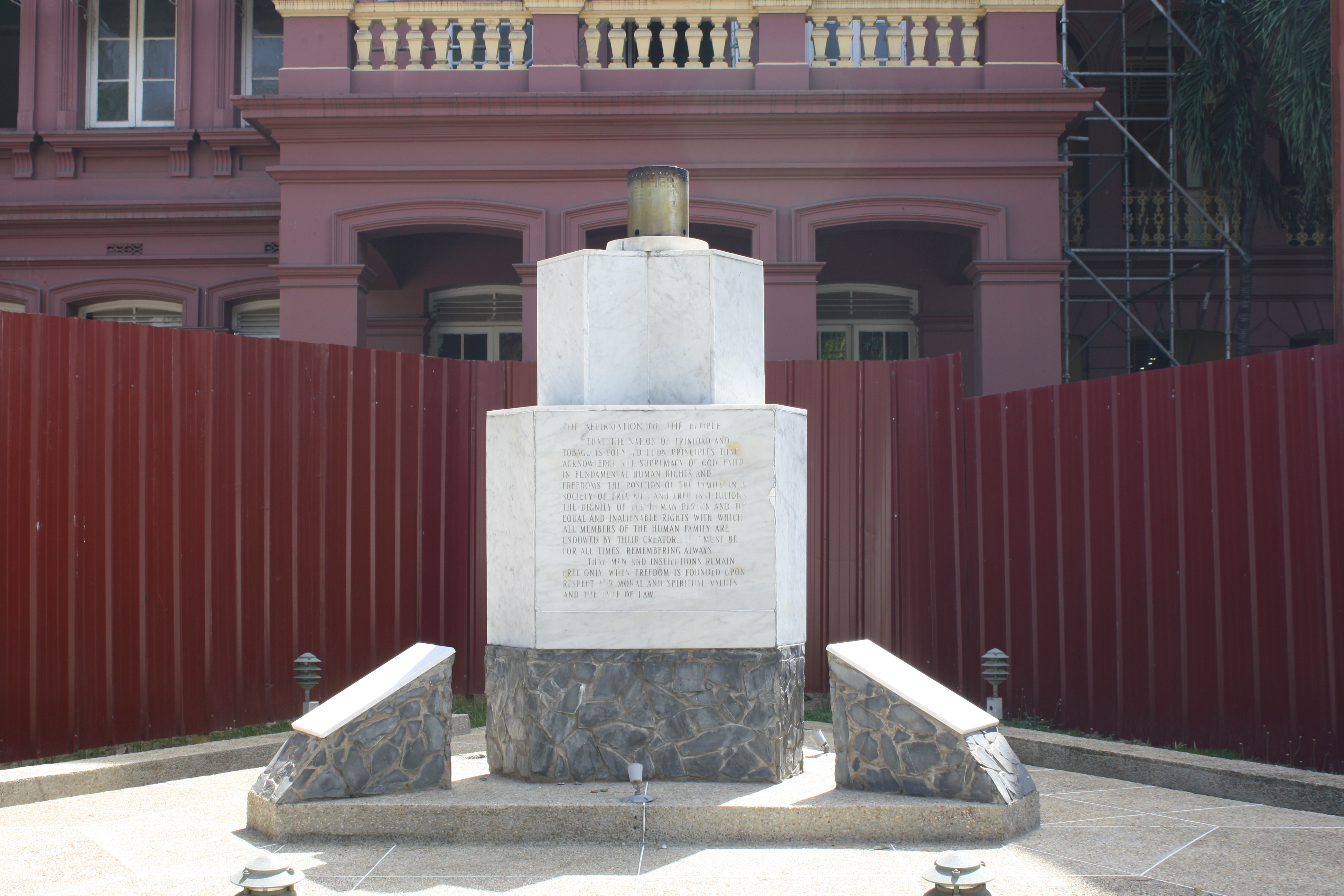
Denkmal zur Erinnerung an den Putschversuch 1990 in Port of Spain (2014)

Die Jamaat al Muslimeen (transkribiert aus dem Arabischen „جماعة المسلمين“, auf Deutsch etwa Gruppe von Muslimen) ist eine muslimische Organisation in Trinidad und Tobago. Weitere Transkriptionen sind Jamaat-ul Muslimeen oder Jama'at al-Muslimeen. Die Gruppierung ist vor allem durch ihren Putschversuch im Juli 1990 bekannt, als Mitglieder der Organisation das trinidadische Parlament stürmten und die versammelten Regierungsmitglieder sechs Tage lang als Geiseln nahmen.

## Entstehung und Hintergründe
Muslime in nennenswerter Zahl gelangten ab den 1840er-Jahren in die damals britische Kolonie Trinidad: Nach dem Ende der Sklaverei wurden im ebenfalls britischen Indien in großer Zahl Kontraktarbeiter für die Arbeit auf den trinidadischen Zuckerrohrfeldern angeworben, größtenteils Hindus, aber auch einige Muslime aus dem Nordwesten und Osten des Landes. Auch eine geringe Zahl ehemalige Sklaven (mit schwarzafrikanischen Wurzeln) bekannte sich zum Islam. Die Zahl der Moslems in Trinidad blieb gering; 1990 bekannten sich 6,6 % der Trinidadier zum Islam. Die muslimische Minderheit wurde von den indischstämmigen Moslems dominiert, die einen pragmatischen, liberalen Islam praktizierten. Afrikanischstämmige Moslems wurden innerhalb dieser Gemeinschaft marginalisiert; ihnen wurden von den indischstämmigen Moslems „unislamische“ Ansichten vorgeworfen. Diese Minderheit innerhalb einer Minderheit, die vorwiegend in den Städten anzutreffenden muslimischen Schwarzen, wurde um 1970 herum mit der Black Power Revolution konfrontiert, einer sozialen Bewegung in Trinidad, die auf der Black-Power-Bewegung in den Vereinigten Staaten basierte. Teile der afrokaribischen Moslems akzeptierten nicht, dass sich ihre indokaribischen Glaubensbrüder mit dem seit 1962 unabhängigen Kafir-Staat Trinidad und Tobago arrangierten, und radikalisierten sich.

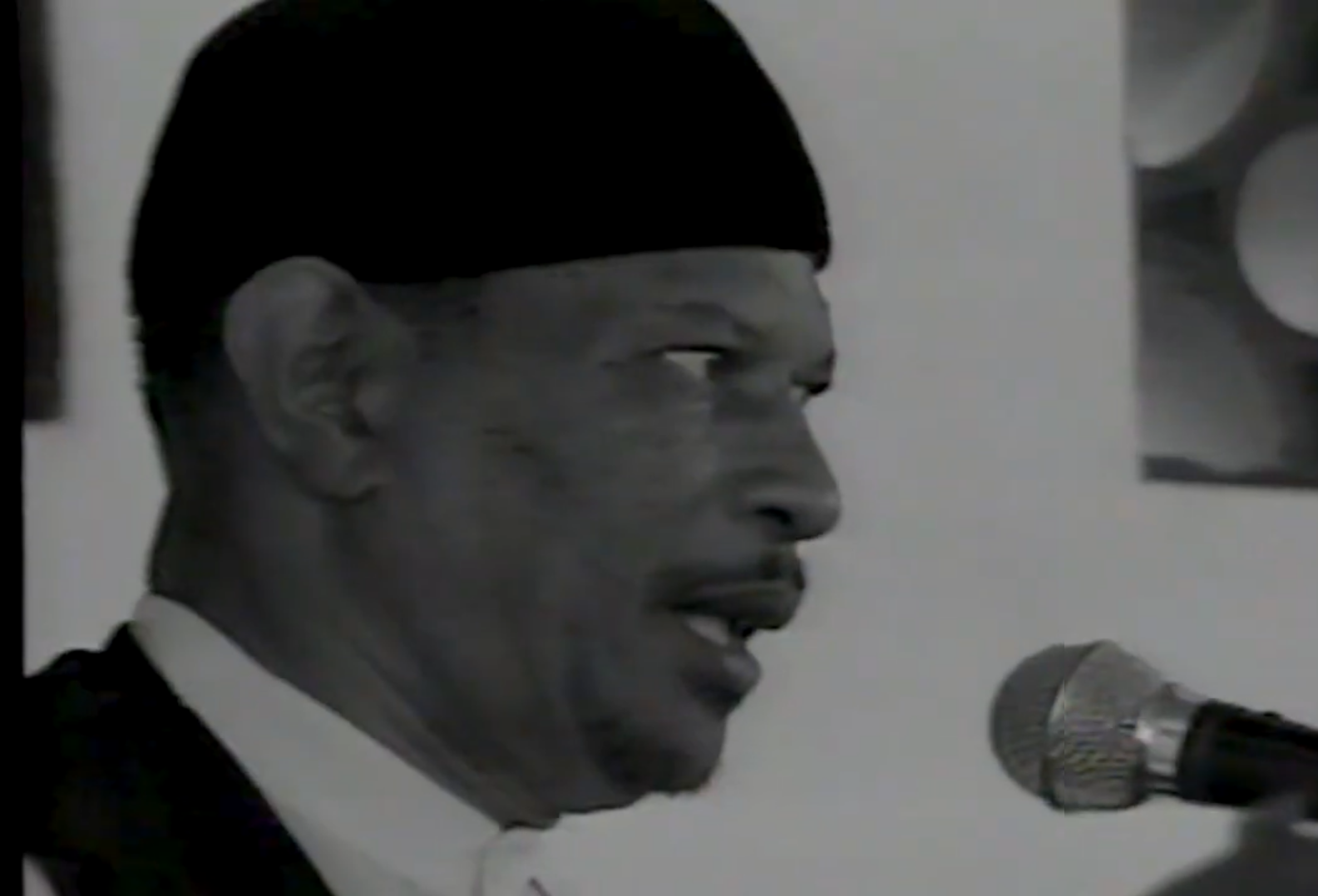
Yasin Abu Bakr (2000)

Der ehemalige Polizist Lennox Philip, Nachfahre afrikanischstämmiger Sklaven, konvertierte 1969 zum Islam und nannte sich fortan Yasin Abu Bakr. Nach einem mehrjährigen Libyen-Aufenthalt als Gast von Muammar al-Gaddafi gründete er 1973 nach seiner Rückkehr nach Trinidad die Jamaat al Muslimeen. Anhänger fanden sich vorrangig in den Armenvierteln im Osten Port of Spains, wo die Jamaat al Muslimeen gegen Drogendealer vorging. Das Hauptquartier der Organisation lag an der Mucurapo Road im westlichen Port of Spainer Stadtteil St. James. Die Historie dieses Grundstücks ist neben dem gestörten Verhältnis zwischen afrikanischstämmigen und indischstämmigen Muslimen nach allgemeiner Ansicht der Hauptgrund für die spätere Radikalisierung der Jamaat al Muslimeen.
Die größte und einflussreichste muslimische Organisation war im 20. Jahrhundert die Anjuman Sunnat ul Jamaat Association (ASJA), die 1936 gegründet wurde und primär die Interessen indischstämmiger Muslime in Trinidad vertrat. Die ASJA ist auch heute noch in Trinidad tätig und betreibt beispielsweise mehrere Grund- und weiterführende Schulen. In den frühen 1960er-Jahren gründete die ASJA eine Unterorganisation, die Islamic Missionaries Guild (IMG). 1967 zerstritten sich ASJA und IMG, und letztere Organisation sagte sich von ersterer los. Die IMG plante seit 1966 die Errichtung eines islamischen Kulturzentrums und war bei der trinidadischen Regierung mit der Bitte um die Überlassung eines geeigneten Grundstücks vorstellig geworden. Am 16. März 1967 bewilligte die Regierung prinzipiell die Überlassung eines Grundstücks und präzisierte am 16. Mai 1968, dass ein spezifisches, an Ellerslie Park angrenzendes Grundstück an der Long Circular Road in Port of Spain zur Verfügung gestellt werde. Die IMG begann mit den Bauarbeiten für die Errichtung ihres Kulturzentrums, sah sich aber Protesten der Botschaft der Vereinigten Staaten ausgesetzt, da die Residenz des US-Botschafters unmittelbar an das IMG-Grundstück grenzte. Am 23. Juli 1968 teilte die IMG dem mutmaßlich zuständigen Ministerium für Agrarwesen, Ländereien und Fischerei ihre Probleme mit und schlug vor, ihr ersatzweise ein brachliegendes, weiter südlich liegendes Grundstück von ähnlicher Größe zuzuteilen – das Grundstück an der Mucurapo Road. Am 23. Januar 1969 genehmigte das Ministerium für Planung und Entwicklung den Bau des Kulturzentrums auf besagtem Alternativgrundstück, der daraufhin von der IMG sofort initiiert wurde. Ab November 1969 nahm die Situation eine politische Dimension an. Das Innenministerium opponierte gegen die rechtliche Übertragung des Grundstücks an die IMG und wollte dieser nicht den Status einer eingetragenen Religionsgemeinschaft zuerkennen. Eine offizielle Begründung für diesen Paradigmenwechsel gab es nicht, die IMG wurde aber mittlerweile vom Innenministerium als latent extremistisch eingestuft, nachdem die US-Botschaft ein Dossier über die Organisation erstellt hatte. Auch der Minister für westindische Angelegenheiten, Kamaluddin Mohammed, opponierte gegen eine Übertragung des Grundstücks, da er eine Hegemonie des indischstämmigen Islams, dem er selbst angehörte, anstrebte. Die IMG gab dem Druck schließlich nach und verließ das Grundstück 1973, und die neu gegründete Jamaat al Muslimeen besetzte es, was vom Staat zunächst toleriert wurde.

## Die 1980er-Jahre
Eine Legalisierung des Verhältnisses durch einen Pachtvertrag wurde sowohl durch die Jamaat al Muslimeen als auch durch Teile der Regierung angestrebt – Premierminister Williams war am friedvollen Zusammenleben der Religionen im noch jungen Staat Trinidad gelegen, und die Jamaat al Muslimeen wurden als unbedeutende und damit ungefährliche Splittergruppe angesehen. Kamaluddin Mohammed, von 1973 bis 1981 Gesundheits- und Regionalminister, machte jedoch seinen Einfluss geltend, um einen Pachtvertrag zu verhindern. Abu Bakrs Gemeinde ging auf Konfrontationskurs zur indokaribischen Mehrheit der trinidadischen Moslems. Mit dem Tod des Versöhners Williams 1981 verschärfte sich die Haltung des Staats gegenüber der Gemeinschaft. Er ging zunächst jedoch nur zögerlich gegen die Organisation vor, da die Regierung sie als unbedeutend und skurril einstufte.
Die Öffentlichkeit erfuhr im Sommer 1983 von der Existenz einer „radikalen schwarzen Moslemsekte aus den westlichen Vororten von Port of Spain“ (Trinidad Guardian): Am 12. August fand in Trinidad die Eröffnungsfeier der neunten internationalen Jalsa Salana statt, einer Veranstaltung der Ahmadiyya-Bewegung, der die indokaribischen Moslems nahestanden. Während der Eröffnungsfeier detonierten drei Bomben auf dem Veranstaltungsgelände und verletzten 14 Personen. Eine vierte Bombe von weitaus größerer Sprengkraft galt dem auf der Veranstaltung auftretenden Kamaluddin Mohammed, zu diesem Zeitpunkt Agrarminister, detonierte aber nicht. Ebenfalls im August 1983 wurde in Freeport der Ahmadiyya-Missionar Mohammed Aslam Qureshi ermordet. Im Rahmen der Ermittlungen zu beiden Attentaten geriet die Jamaat al Muslimeen ins Visier der Polizei, das Gelände in St. James wurde mindestens neun Mal durchsucht. Die Gemeinschaft bekannte sich nicht zu den Anschlägen, die nie aufgeklärt wurden.
Im Dezember 1984 eskalierte der lange schwelende Streit zwischen der Jamaat al Muslimeen und dem trinidadischen Staat erneut. Das Finanzministerium kassierte für das Grundstück an der Mucurapo Road Steuern, einen Rechtsanspruch der Organisation auf die Nutzung des Grundstücks leitete der Staat daraus aber nicht ab. Die Anjuman Sunnat ul Jamaat Association (ASJA), die 1936 gegründete, größte und einflussreichste muslimische Organisation Trinidads, erhob vor dem Stadtrat Port of Spains Anspruch auf das Gelände an der Mucurapo Road. Die ASJA, die die indischstämmigen Muslime Trinidads vertrat und aus der in den 1960er-Jahren die IMG ausgründet worden war, begründete ihren Anspruch damit, dass der Staat das Gelände einer Nutzung durch Muslime gewidmet habe und dass die Anhänger der Jamaat al Muslimeen keine richtigen Muslime seien. Der Stadtrat entschied zugunsten der ASJA. Die Stadt Port of Spain erwirkte zunächst eine einstweilige Verfügung, die den begonnenen Bau einer Moschee auf dem strittigen Grundstück untersagte. Die Besetzer ignorierten die einstweilige Verfügung, weswegen Yasin Abu Bakr 1985 eine 21-tägige Gefängnisstrafe verbüßen musste. Während des Prozesses machte Abu Bakr vergeblich geltend, dass der Staat die Jamaat al Muslimeen in ihren bürgerlichen Rechten beschränke, eine Haltung, die mit der Zeit maßgeblich für das Verhältnis der Organisation zum Staat wurde. Am 29. Dezember 1984 besetzten Polizeikräfte temporär das Gelände. Wenig später bot die Stadtverwaltung der Jamaat al Muslimeen einen Pachtvertrag über 25 Jahre an. Der drohende Verlust ihres Grundstück, auf dem sich unter anderem eine Moschee befand, war für die Gemeinde ein prägendes Erlebnis. In einem Interview im April 1985 äußerte sich Abu Bakr:

„That mosque is the trigger. If they pull it, boom! The Jamaat al Muslimeen is now in a state of war. This is the last warning to the nation before the real fire.“

Verschärft wurde die Situation im Juli 1985, als ein Mitglied der Organisation in St. James wegen „ungebührlichen Verhaltens“ verhaftet wurde und auf dem Weg zum Polizeirevier durch Stichverletzungen zu Tode kam; die Polizisten gaben an, ein Unbekannter sei aus einem Taxi gestiegen, hätte auf den Mann eingestochen und sei dann wieder verschwunden.

## Putschversuch 1990
1990 entschied sich die Regierung, die Jamaat al Muslimeen vom Grundstück in der Mucurapo Road zu vertreiben und die dortige Moschee abzureißen. Die Besetzung der Moschee durch Armee und Polizei am 21. April 1990 wurde von der Jamaat al Muslimeen zunächst auf dem Rechtsweg bekämpft. Polizei und Armee verwiesen vor Gericht auf Anweisungen seitens des Ministeriums für Nationale Sicherheit. In erster Instanz wurden die Anliegen der Jamaat al Muslimeen abgewiesen. Das Berufungsgericht (court of appeal) verwarf am 23. Juli 1990 die Klage der Organisation aus formellen Gründen, warf der Regierung aber vor, mildere Mittel als die Besetzung des umstrittenen Geländes nicht genutzt zu haben. Diese Entscheidung brachte für die Gemeinschaft das Fass zum Überlaufen, und der offenbar schon lange vorher gefasste Plan, mit Gewalt gegen die Regierung vorzugehen, wurde umgesetzt.
Am 27. Juli 1990, vier Tage nach der Entscheidung des Berufungsgerichts, stürmten 42 bewaffnete Anhänger der Jamaat al Muslimeen das Red House in Port of Spain, das trinidadische Parlamentsgebäude, in dem das Parlament gerade tagte. Die Täter nahmen alle anwesenden Parlamentarier als Geiseln, darunter Premierminister A.N.R. Robinson. Gleichzeitig stürmten 72 weitere Anhänger der Organisation die Gebäude der staatlichen Trinidad & Tobago Television und von Radio Trinidad und besetzten sie. Die Armee umstellte umgehend das Red House und nahm es erfolglos unter Feuer. Um 18:00 verkündete Abu Bakr im Fernsehen, dass die Regierung abgesetzt sei und er in Verhandlungen mit der Armee stünde. In der Folge kam es insbesondere in Port of Spain zu chaotischen Szenen mit Brandstiftungen und Plünderungen. Nach sechs Tagen, am 1. August, ergaben sich die Terroristen, nachdem ihnen eine Amnestie zugesagt worden war. Unter den Putschisten waren auch einige wenige indo-muslimische Trinidadier; wie lange diese zum Putschzeitpunkt schon zur Organisation gehörten, ist nicht bekannt.

## Nach dem Putschversuch
Die Regierung ließ das Gelände an der Mucurapo Road einebnen, die Jamaat al Muslimeen begann aber mit einem Neuaufbau.
Die der Organisation verhasste Regierung von A.N.R. Robinson wurde 1991 abgewählt. 1992 riefen Abu Bakr und seine Gefolgsleute das Privy Council in London an, die zu diesem Zeitpunkt höchste Rechtsinstanz im Commonwealth. Das Privy Council gewährte 113 Jamaat-al-Muslimeen-Anhängern eine Amnestie und sprach ihnen Schadensersatz für erlittene Schäden zu. 1993 verließen mit Bilaal Abdullah und Kwesi Atiba zwei hochrangige Jamaat-Funktionäre, die auch beide unmittelbar am Putsch beteiligt waren, die Organisation, um eine eigene religiös motivierte Gruppierung zu bilden, das Islamic Resource Centre.
In der zweiten Hälfte der 2000er-Jahre war die Jamaat al Muslimeen immer noch mit Aufbauarbeiten auf „ihrem“ Grundstück beschäftigt. 2012 begann ein Prozess gegen Yasin Abu Bakr, zu diesem Zeitpunkt immer noch Imam der Organisation, wegen einer Predigt, die er 2005 gehalten hatte und in der er „Blutvergießen und Krieg“ für den Fall ankündigte, dass reiche Muslime nicht den Zakat für arme Muslime zahlten und diese Zahlungen nicht über die Jamaat al Muslimeen abwickeln würden. Die indomuslimische Gemeinschaft bezog diese Drohungen auf sich und hatte geklagt. Im November 2005 durchsuchte die Polizei deshalb das Gelände an der Mucurapo Road und konfiszierte eine Schusswaffe und eine Handgranate.
Die Jamaat al Muslimeen ist an einem 2012 aufgelegten Regierungsprogramm namens „Life Sport“ beteiligt, im Rahmen dessen jugendliche Kriminelle durch Sportprogramme resozialisiert werden sollen. Die am Programm beteiligten Organisationen wurden mehrfach verdächtigt, der Regierung gegenüber größere Summen abgerechnet zu haben, denen keine entsprechenden Leistungen gegenüberstanden.
Zum 30. Jahrestag des Putschversuchs erläuterte Abu Bakr in einer eidesstattlichen Versicherung im Rahmen einer weiteren Anklage gegen ihn die Motive, die aus seiner Sicht zum Putschversuch geführt hatten: Polizeiwillkür, eine „korrupte Regierung“ und die sozialen Unruhen der Zeit. Er bat zu diesem Zeitpunkt erstmals für durch den Putsch „erlittene Leid (...) der Nation“ um Entschuldigung.
Abu Bakr starb im Oktober 2021 nach einem häuslichen Unfall.

## Ideologie
Grundsätzlich sehen sich die Anhänger der Jamaat al Muslimeen als rechtgläubige Minderheit in einer sie unterdrückenden Gesellschaft. Der Kampf gegen diese empfundene Unterdrückung ist ein zentrales Motiv ihrer Ideologie. Die Jamaat al Muslimeen steht deshalb seit ihrer Gründung in beständigem Streit mit anderen muslimischen, primär indo-trinidadischen Organisationen, die sich mit der trinidadischen Gesellschaft arrangiert haben oder sie sogar aktiv mitgestalten und über sehr deutlich mehr Anhänger verfügen als die Jamaat al Muslimeen. Die Jamaat al Muslimeen erhebt dennoch einen Alleinvertretungsanspruch für die trinidadischen Muslime. Eine Folge des beständigen „Kampfes gegen die Unterdrückung“ ist seit Gründung der Organisation der Drang, sich räumlich von der umgebenden Gesellschaft abzugrenzen und auf eigenem Land autark agieren zu können. Hieraus erklärt sich die Bedeutung des Grundstücks an der Mucurapo Road, dessen Besetzung durch den trinidadischen Staat der Auslöser für den Putschversuch von 1990 war.
Mitglieder der Jamaat al Muslimeen praktizieren Polygamie, die in Trinidad verboten ist, aber toleriert wird. Die Jamaat al Muslimeen begehen den 27. Juli, den Jahrestag des Putschversuchs, als Feiertag.

## Rezeption
Die US-amerikanische Soziologin Cynthia Mahabir prägte als Umschreibung der Organisation 2013 im British Journal of Criminology den Begriff „Allah’s Outlaws“ (etwa „Allahs Banditen“). Jeanne Roach-Baptiste, Lehrbeauftragte für Englisch am Hudson County Community College, stellte 2016 in ihrer Philosophie-Dissertation die These auf, dass afrokaribische muslimische Organisationen wie die Jamaat al Muslimeen, die als Minderheit in einer christlich dominierten, postkolonialen Gesellschaft ihre Religion im Alltag praktizierten, im Gefolge der Terroranschläge am 11. September 2001 von der Gesellschaft mit einer Mischung aus Paranoia und Hysterie betrachtet würden.
Die trinidadische Regierung akzeptiert die Jamaat al Muslimeen als religiöse Organisation in Trinidad. Zu einem Treffen von hochrangigen Vertretern muslimischer Organisationen und Premierminister Keith Rowley wurde 2019 auch Yasin Abu Bakr in seiner Funktion als Vorsitzender der Jamaat al Muslimeen eingeladen.

## Anschläge
- 1983: Bombenanschlag auf die Eröffnungsfeier der internationalen Jalsa Salana in Port of Spain, 14 Verletzte.
- 1990: Putschversuch in Trinidad und Tobago 1990
- 2007: Im Juni 2007 wurden in Trinidad und den Vereinigten Staaten vier Männer verhaftet, denen vorgeworfen wurde, einen Sprengstoffanschlag auf den John F. Kennedy International Airport in New York City geplant zu haben. Die US-Behörden ordneten zwei der Verdächtigen den Jamaat al Muslimeen zu.[34] Drei der Verhafteten wurden später verurteilt, ein trinidadischer Staatsbürger dabei zu Lebenslänglich.
- 2014: Am 4. Mai 2014 wurde die trinidadische Senatorin Dana Seetahal in ihrem Fahrzeug erschossen. Seetahal hatte Ermittlungen in Bezug auf das Regierungsprogramm „Life Sports“ angestoßen und beaufsichtigt, im Rahmen derer das Geschäftsgebaren mehrerer am Programm beteiligter Organisationen, darunter die Jamaat al Muslimeen, untersucht wurde.[35] Seit 2015 stehen elf mutmaßliche Täter vor Gericht, von denen mehrere, darunter der Anführer der Gruppe, Jamaat-Mitglieder sind.[36]